# Nova Rus, Pavlohrad
Nova Rus (în ucraineană Нова Русь) este localitatea de reședință a comunei Nova Rus din raionul Pavlohrad, regiunea Dnipropetrovsk, Ucraina.

## Demografie
Componența lingvistică a localității Nova Rus
     Ucraineană (92,06%)
     Rusă (7,51%)
     Alte limbi (0,21%)
Conform recensământului din 2001, majoritatea populației localității Nova Rus era vorbitoare de ucraineană (92,06%), existând în minoritate și vorbitori de rusă (7,51%).